# Нимбарка-сампрадая
Нимба́рка-сампрада́я (санскр. निम्बार्क सम्प्रदाय; IAST: Nimbārka Sampradāya), также известна как Хамса-сампрадая, Кумара-сампрадая, Чатухсана-сампрадая или Санакади-сампрадая — одна из четырёх авторитетных философских школ (сампрадай) в вайшнавской традиции индуизма. Основоположником сампрадаи был вайшнавский кришнаитский святой и философ Нимбарка, по мнению учёных живший в XIII веке. Появление этой школы, также как и трёх других вайшнавских сампрадай, было предсказано в священных писаниях индуизма, в частности в «Падма-пуране». Последователи нимбарка-сампрадаи считают, что основатель сампрадаи Нимбарка на самом деле жил не в Средние века, а в самом начале Кали-юги более 5000 лет назад.

## История

### Хамса
Среди 24 воплощений Верховной Личности Бога Кришны упоминается его аватара как священного лебедя Хамсы, описанию которой посвящена 13-я глава 11-й песни «Шримад-Бхагаватам». Описывается, что Хамса явился в самый первый день Сатья-юги на девятый день прибывающей луны месяца картика, который на санскрите называется акшая-навами. Основной причиной появления данной аватары Кришны был вопрос четырёх Кумаров к своему отцу Брахме в отношении способа отречения от объектов чувственного удовлетворения. Не в состоянии ответить на вопрос своих сыновей, Брахма начал медитировать на Кришну и, какое-то время спустя, Господь Хари (Кришна) воплотился как лебедь Хамса.
То, что Кришна явился именно в форме лебедя объясняется тем, что лебедь обладает способностью из смеси воды и молока отделить и выпить одно молоко. Хамса дал наставления четырём Кумарам и их отцу Брахме, развеяв все их сомнения. Он также открыл четырём братьям особую Гопала-мантру, специально предназначенную для поклонения Кришне как пастушку Гопале. Гопала-мантра по нынешний день передаётся по цепи ученической преемственности парампаре в нимбарка-сампрадае. Затем Брахма дал детальное объяснение значения Гопала-мантры, которое содержится в «Гопала-тапани-упанишаде», входящей в состав «Яджур-веды». Это положило начало нимбарка-сампрадае, последователи которой считают, что основной целью аватары Кришны как лебедя Хамсы было основание их философской школы и передача Гопала-мантры четырём Кумарам.

### Кумары
Согласно индуистской традиции, Кумары: Санака, Санандана, Санатана и Санат Кумара, — это четыре сына Брахмы, появившиеся из его ума. Истории, связанные с ними, описываются как в Пуранах, так и в Ведах, где они упоминаются в «Чхандогья-упанишаде». Они описываются как возвышенные йоги-аскеты, которые в детстве попросили у своего отца Брахмы благословение навсегда остаться маленькими детьми пятилетнего возраста, чтобы не стать жертвами сексуального желания. Хотя Брахма создал их в самом начале творения с целью помочь заселить вселенную, Кумары решили стать пожизненными монахами (брахмачари). После посвящения в Гопала-мантру, Кумары оставили свою медитацию на безличный Брахман, и осознали, что изначальным проявлением Абсолютной Истины и источником безличного Брахмана является Верховная Личность Бога Кришна. Получив милость Кришны и духовное посвящение в вайшнавской традиции, они начали проповедовать путь отречения. Во время посвящения в вайшнавизм, они также получили Шалаграм-шилу, известную как Шри Шарвешвара Бхагаван, которая, как утверждают вайшнавы из нимбарка-сампрадаи, начиная с тех времён и поныне передаётся от гуру к ученику в их парампаре.
Описание этой истории содержится в пуранической литературе индуизма. Например Кришна, в своей беседе с Уддхавой, описанной в 11-й песни «Шримад-Бхагаватам», говорит о том, что он передал это знание своим ученикам, — четырём Кумарам. А упоминание того, что Гопала-мантра, состоящая из 18-ти слогов (Klim Krishnaya Govindaya Gopijanavallabhaya Svaha), была передана Кришной четырём Кумарам можно встретить в «Вишну-ямале»:
Эта священная мантра из восемнадцати слогов сходит прямо с лотосных уст Господа Кришны (Нараяны), который передал её четырём Кумарам и их ученику Нараде.
Упоминание того, что младший брат Кумаров риши Нарада был их учеником содержится также и в «Чхандогья-упанишаде».
Гопала-мантра это ведийская мантра, которая содержится в «Гопала-тапани-упанишаде» «Атхарва-веды». Эту мантру дают в нимбарка-сампрадае при посвящении в ученики и сегодня.

#### Литературные труды Кумаров
Авторству Кумаров приписывается «Санат-кумара-самхита», которая посвящена описанию поклонения Радхе и Кришне. Также их принято считать авторами «Санат-кумара-тантры», которая является частью вайшнавских писаний Панчаратра. Истории, связанные с ними, а также их наставления, можно встретить во многих пуранических и ведийских писаниях индуизма. Именно из-за того, что изначальными основателями традиции нимбарка-сампрадаи принято считать четырёх Кумаров, школа Нимбарки также известна как кумара-сампрадая.

### Нарада Муни
Затем, по цепи преемственности парампаре, четыре Кумара передали Гопала-мантру Нараде Муни, который, согласно пуранической литературе, был их младшим братом. Последовав примеру своих учителей, и против желания своего отца Брахмы, Нарада также принял обет пожизненного монашества и отказался исполнять роль праджапати, увеличивая население вселенной. Вместо этого он решил полностью посвятить себя служению (бхакти) Нараяне. Нарада получил божественное благословение в любой момент иметь возможность путешествовать в любой уголок материального творения и даже за его пределами, в духовные миры Вайкунтхи. Нарада получил духовное посвящение от своих старших братьев четырёх Кумаров. Философские беседы Нарады и Кумаров содержатся в «Чхандогья-упанишаде», которая является частью «Сама-веды», а также в «Нарада-пуране» и литературе Панчаратра. Нарада описывается во многих священных писаниях индуизма как проповедник пути бхакти, непрестанно путешествующий по всей вселенной и воспевающий имена Нараяны. Именно Нарада вдохновил Вьясу, на написание важнейшей из Пуран — «Бхагавата-пураны», которая также известна как «Шримад-Бхагаватам» и считается в индуизме, в особенности среди последователей бхакти, величайшей из Пуран и комментарием Вьясы к «Веданта-сутре», в котором он изложил основную суть всех
Вед.

### Нарада Муни и Нимбарка
Нарада Муни считается основным ачарьей всех четырёх авторитетных сампрадай в вайшнавизме. Вайшнавы принадлежащие к нимбарка-сампрадае полагают, что Нимбарка, которого в западной индологии принято считать основателем сампрадаи, жившим предположительно в XII веке, на самом деле жил более 5000 лет назад. Нимбарка родился несколько лет спустя после ухода Кришны и начала Кали-юги — в 3096 году до н. э. и жил в местечке Нимбаграма, недалеко от Говардхана во Врадже. Как-то раз Нарада пришёл навестить Нимбарку, и увидев его великую преданность в поклонении Кришне, Нарада дал Нимбарке духовное посвящение и при этом передал ему Гопала-мантру и философское учение югала-упасану, — в котором объяснялось любовное преданное служение божественной чете Радхе и Кришне в согласии с наставлениями четырёх Кумаров и сделанного ими толкования ведийского знания. Впервые на Земле кто-то получил возможность поклонения Радхе и Кришне вместе, до этого исключительным правом на это обладали только гопи Вриндавана. С целью передать Нимбарке основную суть бхакти, Нарада Муни также составил «Нарада-бхакти-сутру». Хотя Нимбарка уже знал все Веды, Упанишады и остальные священные писания, совершенство всего знания он обрёл только в наставлениях Нарады Муни.

## Югала маха-мантра
Основная мантра, которую повторяют вайшнавы Нимбарка-сампрадаи, также как и мантра «Харе Кришна», состоит из божественных имён: Радхи и Кришны:
Радхе Кришна Радхе Кришна Кришна Кришна Радхе Радхе

Радхе Шьям Радхе Шьям Шьям Шьям Радхе Радхе
В Нимабрка-сампрадае считается, что сам Нимбарка получил эту мантру от Нарады, Нарада получил её от Саната Кумара, который, в свою очередь, получил её от Шивы. И, наконец, Шива получил эту мантру от самого Кришны. Это описывается в «Падма-пуране» 5.82.88:
त्वमप्येनां समाश्रित्य राधिकां मम वल्लभाम् । जपन्मे युगलं मंत्रं सदा तिष्ठ मदालये

tvamapyenāṃ samāśritya rādhikāṃ mama vallabhām japanme yugalaṃ maṃtraṃ sadā tiṣṭha madālaye
Смысл этого стиха, рассказаного Кришной Шиве, в том, что нужно всегда повторять эту мантру с именем Радхи. Эта мантра считается секретной (гупта), поэтому она не упоминается напрямую в писаниях, но передаётся только лично от учителя к ученику.